# Gornja Brštanica
Gornja Brštanica (cyr. Горња Брштаница) – wieś w Bośni i Hercegowinie, w Republice Serbskiej, w gminie Višegrad. W 2013 roku liczyła 16 mieszkańców.